# Psilocybe micropora
Psilocybe micropora är en svampart som tillhör divisionen basidiesvampar, och som beskrevs av Machiel Evert ("Chiel") Noordeloos och Verduin. Psilocybe micropora ingår i släktet slätskivlingar, och familjen Strophariaceae. Arten har ej påträffats i Sverige.